# Mount Hood National Forest

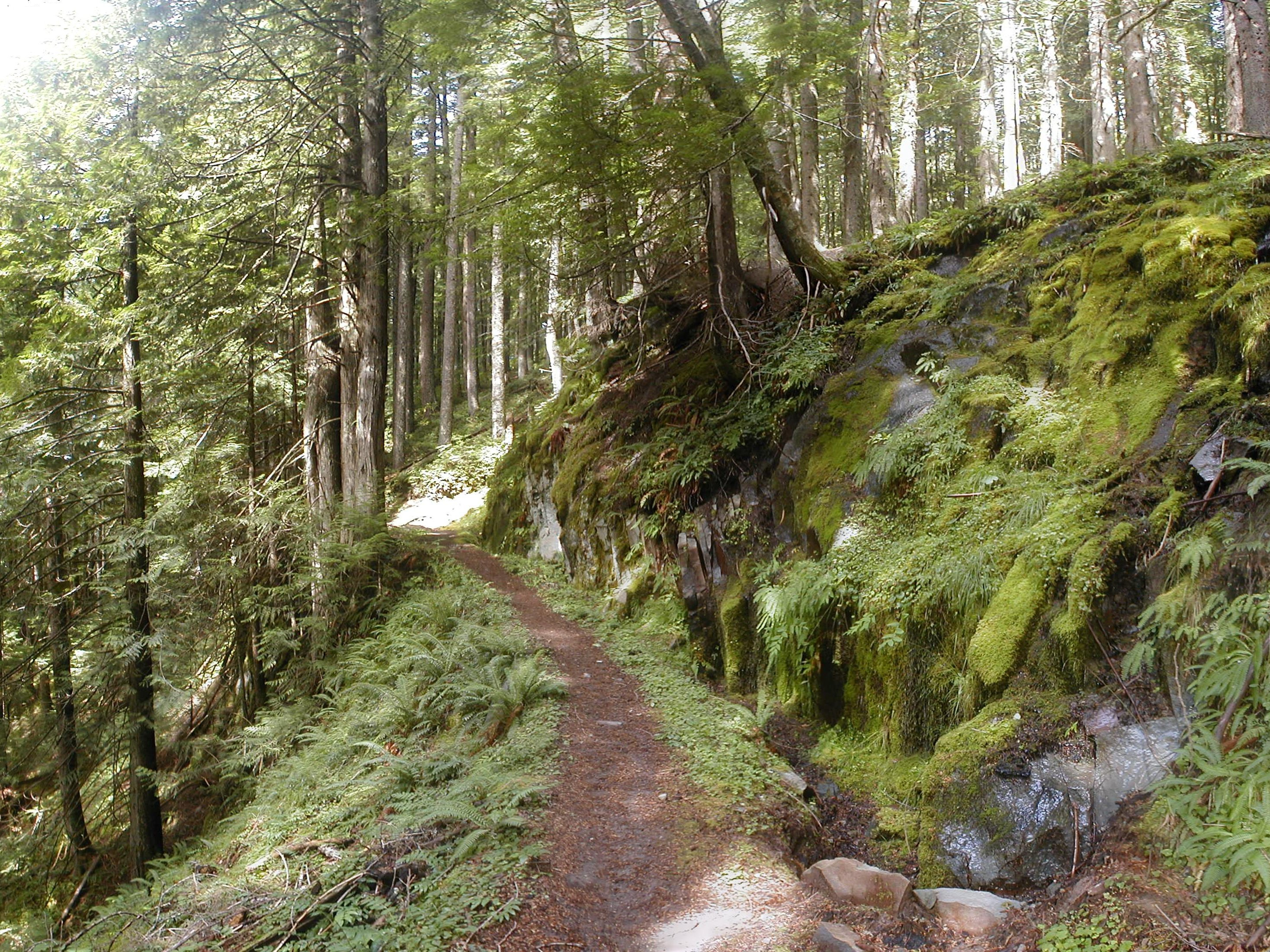
Gemäßigter Regenwald im Mount Hood National Forest

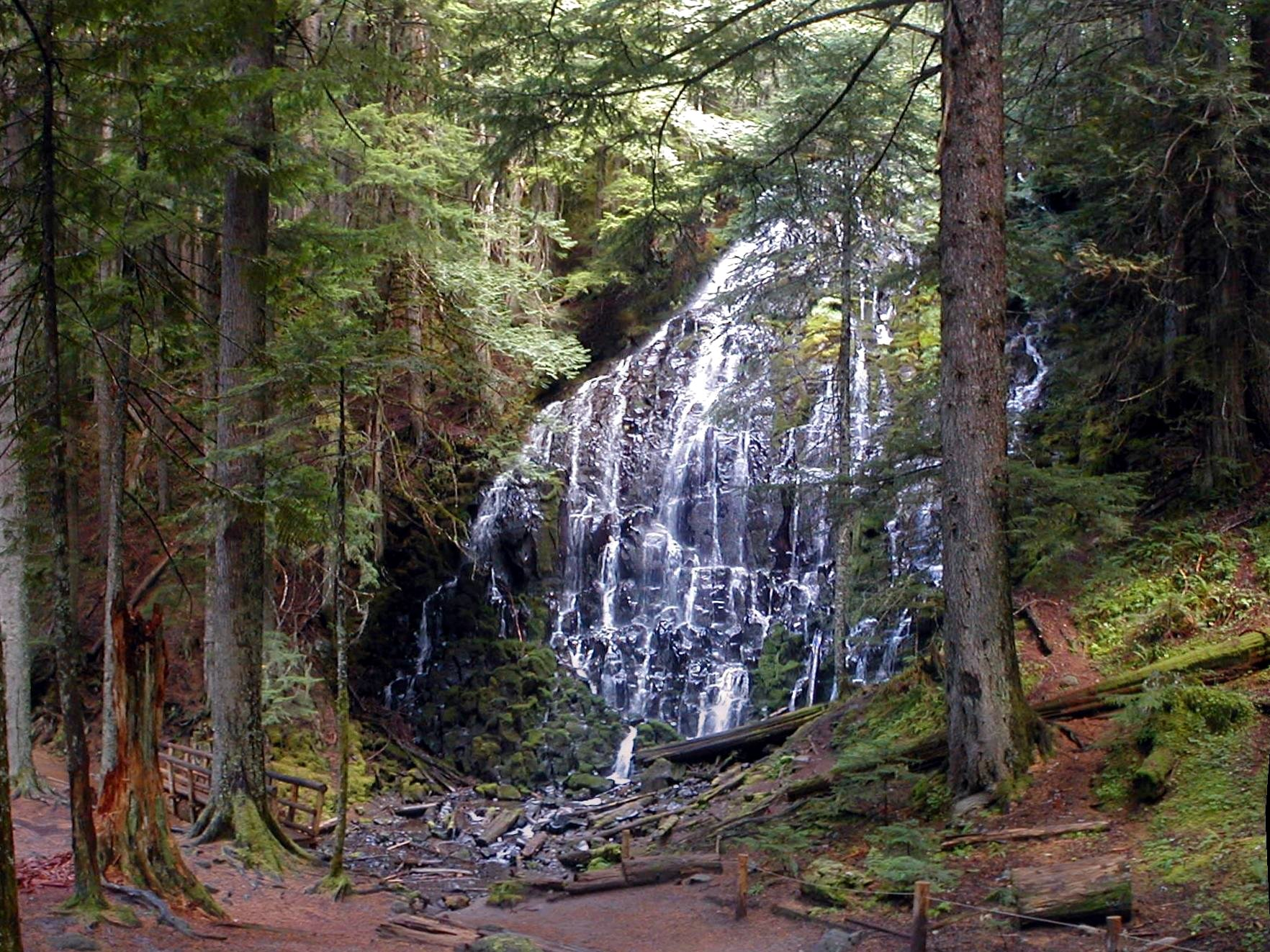
Ramona Falls am Mt. Hood

Der Mount Hood National Forest ist ein 4318 km² großer Nationalforst rund um den ruhenden Vulkan Mount Hood (3425 m) im Norden des US-Bundesstaates Oregon unter der Verwaltung des U.S. Forest Service. Er liegt 32 km östlich der Stadt Portland im Gebirgszug der Kaskadenkette und erstreckt sich von der Columbia River Gorge knapp 100 km weit nach Süden über bewaldete Hügel- und Gebirgslandschaften mit Seen und Bächen. Ganz im Süden befindet sich die Olallie Scenic Area nahe dem Mount Jefferson. In ihm liegen außer kommerziell genutzten Waldgebieten auch Reste des Gemäßigten Regenwaldes, der ursprünglich die gesamte Küstenkette überzog.
Im Norden des Gebietes am Columbia River verlief in der Mitte des 19. Jahrhunderts der Oregon Trail mit der Barlow Road, auf dem Siedler aus den östlichen Vereinigten Staaten das Oregon Territory erreichten. Über die volle Länge des Nationalforsts verläuft der Pacific Crest Trail, ein Fernwanderweg von der mexikanischen Grenze in Kalifornien bis zur kanadischen Grenze in Washington.
In den Nationalforst eingebettet liegen fünf Wilderness Areas, die strengste Klasse von Naturschutzgebieten der USA, mit zusammen etwa 740 km² oder rund 17 % der gesamten Fläche. Die Mark O. Hatfield Wilderness liegt südlich der Columbia Gorge, wurde 1984 eingerichtet und hat eine Fläche von rund 160 km². Die Mount Hood Wilderness (1964, 190 km²), die Salmon-Huckleberry Wilderness (1984, 180 km²) und die Badger Creek Wilderness (1984, 100 km²) liegen im Kern des Gebietes rund um den Mount Hood. Im Süden des Nationalforstes liegt die Bull of the Woods Wilderness (1984, 110 km²). Wie in allen Wilderness Areas gibt es auch in diesen keine Straßen und andere Infrastruktur, Wanderwege werden jedoch unterhalten. Menschen dürfen das Gebiet für eine naturnahe Nutzung betreten und dies nur zu Fuß oder zu Pferd. Fahrzeuge aller Art (auch Mountainbikes) sind unzulässig. 
Für die Besteigung des Mount Hood sowie Übernachtungen in den Wilderness Areas ist eine Genehmigung erforderlich, auch für Tagesausflüge und andere Nutzungen des Gebietes fällt eine Gebühr an.